# Geckomima arnhemana
Geckomima arnhemana is een rechtvleugelig insect uit de familie Morabidae. De wetenschappelijke naam van deze soort is voor het eerst geldig gepubliceerd in 1982 door Key & Colless.